# 勞倫斯·帕森斯
第四代羅斯伯爵勞倫斯·帕森斯（英語：Lawrence Parsons, 4th Earl of Rosse，1840年11月17日—1908年8月29日）是一位愛爾蘭貴族羅斯伯爵，也是業餘天文學家。

## 生平
1885 年至 1908 年，勞倫斯·帕森斯擔任都柏林大學校長。1892年至去世前，他擔任國王郡尉和國王郡巡撫。他也是該郡的一名治安法官，並於 1867 年至 1868 年被任命為金縣高級治安官。1890年，他被授予爵士稱號。
儘管被父親的光芒所掩蓋，他仍然進行了一些自己的天文觀測，特別是對月球的觀測。最引人注目的是，他發現了NGC 2。1880年，德國年輕天文學家 Otto Boeddicker成為他的首席助手。
1867年12月，他被選為皇家學會院士，並於1873年在皇家學會發表貝克講座。1881年和1887年，他擔任皇家學會的副主席。自1896年起，他擔任愛爾蘭皇家學院院長。

## 外部連結
- MNRAS 69 (1909) 250 written by Otto Boeddicker.
- Obs 31 (1908) 374
- PASP 20 (1908) 272